# Sally Bretton
Sally Bretton, född 23 april 1980, är en brittisk skådespelare.
Bretton har bland annat medverkat i TV-serierna Bortom paradiset, Not Going Out och Absolute Power.

## Filmografi (i urval)
- 2003–2005 – Absolute Power (TV-serie)
- 2004–2006 – Green Wing (TV-serie)
- 2007–2023 – Not Going Out (TV-serie)
- 2023–2024 – Bortom paradiset (TV-serie)
- 2025 – The Au Pair (TV-serie)